# Alma D. Möller

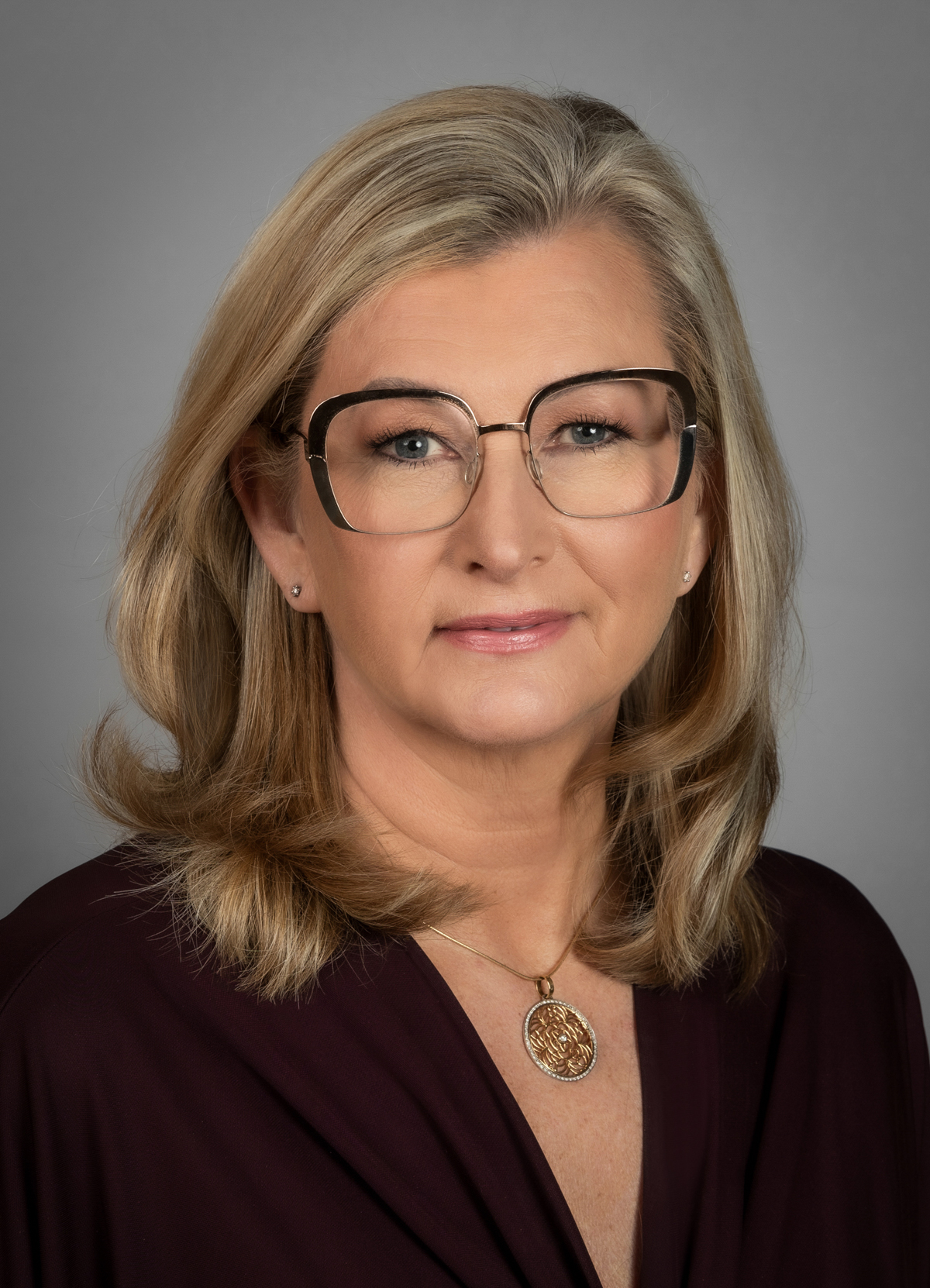
Alma Möller (2025)

Alma Dagbjört Möller (* 24. Juni 1961 in Siglufjörður) ist eine isländische Medizinerin und Politikerin der sozialdemoktratischen Partei Allianz und seit dem 21. Dezember 2024 Gesundheitsministerin im Kabinett Kristrún Frostadóttir.

## Biografie
Möller wurde am 24. Juni 1961 in Siglufjörður geboren. Sie ist das jüngste von sechs Kindern. Ihr Bruder Kristján L. Möller ist ebenfalls Politiker. Nach dem Schulabschluss 1981 studierte Möller Medizin an der Universität Island, wo sie 1988 ihren Abschluss erlangte. Von 1988 bis 1993 arbeitete Möller als Assistenzärztin in Reykjavík. Zwischen 1990 und 1992 war sie die erste Frau in Island, die als Hubschrauberärztin für die Küstenwache tätig war. Am 1. April 2018 wurde sie zur Direktorin des isländischen Gesundheitsamts (Landlæknir) ernannt.
Für ihren Einsatz während der COVID-19-Pandemie in Island wurde Möller am 17. Juni 2020 mit dem Falkenorden ausgezeichnet.
Bei der Wahl 2024 wurde sie für die sozialdemokratische Allianz ins Althing gewählt. Seit dem 21. Dezember 2024 ist sie Gesundheitsministerin im Kabinett von Ministerpräsidentin Kristrún Frostadóttir.